# Драницын, Антон Евгеньевич
Антон Евгеньевич Драницын (1 апреля 1974, Москва — 23 февраля 2017, Москва) — российский трейдер и организатор рынка драгоценных металлов, руководитель операций с благородными металлами в московских банках, член Лондонской ассоциации рынка драгоценных металлов (LBMA), организатор Межбанковской ассоциации дилеров драгоценных металлов в России (2007).

## Биография
Родился в Москве 1 апреля 1974 года в семье Евгения Семёновича (род. 1937), работал во внешней торговле и в Совете министров СССР, и Раисы Владимировны — инженер.
Детство провёл в Сенегале, где работал его отец, начал изучать иностранные языки (английский, французский и немецкий).
В 1995 году окончил Московский институт управления имени Серго Орджоникидзе, и продолжил образование в Государственной финансовой академии.
Прошёл срочную военную службу в артиллерии, был на Кавказе. Это способствовало его увлечению фейерверками, которыми он занимался в киностудии «Мосфильм» и участвовал в пиротехнических фестивалях в Москве.

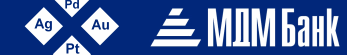
Операции с драгоценными металлами МДМ-Банка

С 1996 года работал дилером на рынке драгоценных металлов (Рынок золота, а также серебро, платина и палладий), сначала в банке СБС-Агро, а с 1999 года более 10 лет проработал в МДМ-Банке, который в 2009 году был реорганизован в МДМ банк (2009—2016). Работал начальником отдела операций с драгоценными металлами.

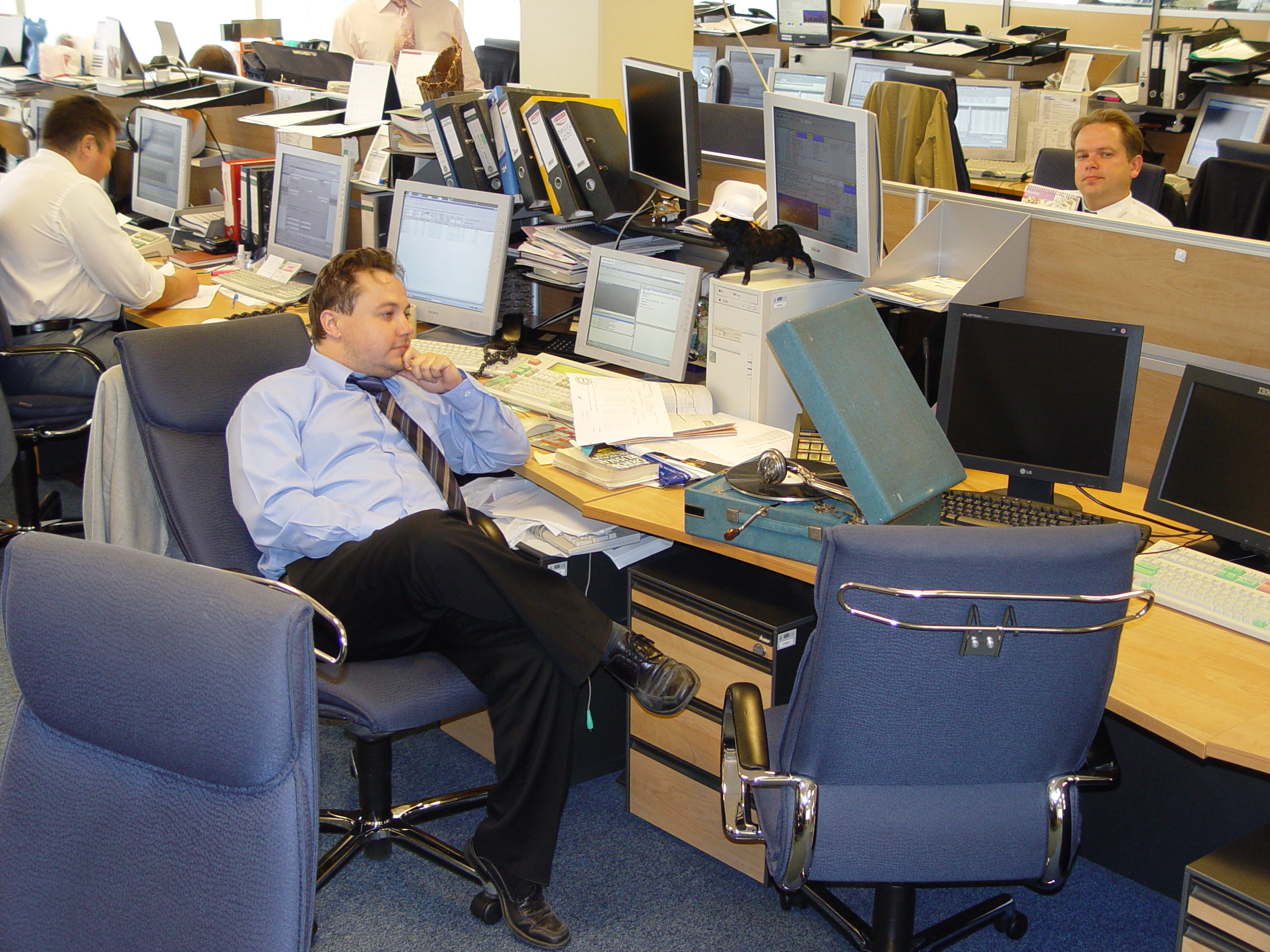
2005

За это время он завоевал репутацию уважаемого и известного трейдера и аналитика мирового уровня, хорошо известного Лондонской ассоциации рынка драгоценных металлов (LBMA) с 1998 года.
С 2007 года был организатором Межбанковской ассоциации дилеров драгоценных металлов, объединившей более 70 компаний работавших в России.
Входил в организационный комитет и жюри:
- Russian Bullion Awards (RBA)
- Russian Bullion Forum (RBF)
- Russian Bullion Seminar (RBS)[4]

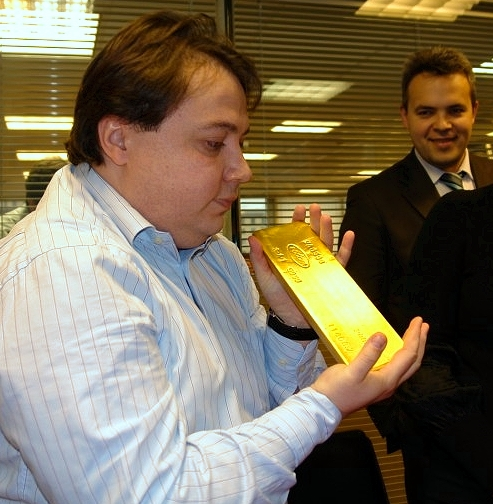
2008 год

C 2004 года увлекался спортивной авиацией, под руководством друзей и коллег (Бронислав Ермак) получил свидетельство пилота-любителя.
Скончался 23 февраля 2017 года в Москве, от внезапного сердечного приступа.

## Награды и премии
- 2012 — Лауреат «Russian Bullion Awards 2012» в номинации «Лучший дилер рынка драгметаллов»
- 2012 — Диплом Московской Биржи «за вклад в развитие рынка драгметаллов»[5].

## Членство в организациях
- 2007 — Межбанковской ассоциации дилеров драгоценных металлов (Russian Bullion)
- 2010 — Лондонская ассоциация рынка драгоценных металлов (LBMA)